# Александров Григорій Євдокимович
Алекса́ндров Григо́рій Євдоки́мович (*21 січня 1907, село Круглово, Владимирська область — †1976, Ленінград) — російський архітектор.

## З життєпису
Народився в селі Круглово Владимирської губернії. В 1934 році закінчив Ленінградський інститут комунального господарства. В 1959—1976 роках працював в Ленінградському інститут проектування міст. Генеральний архітектор генерального плану Іжевська (1963), який передбачав створення компактного 5-поверхового міста, сформованого навколо ставка та нового центру, розкритого еспланадою на ставок. В ньому враховані і розвинені елементи генерального плану 1808 року зодчого С. О. Дудіна.